# Разумихина, Инна Викторовна
Инна Викторовна Разумихина (род. 29 января 1973, Ржев) — российская эстрадная певица, актриса, автор-исполнитель, многократный лауреат конкурсов артистов эстрады.

## Биография
Родилась в 1973 году в Ржеве.
Участница Всесоюзного конкурса молодых исполнителей «Ялта-91».
С 1994 по 1996 год — актриса детского музыкального театра «Экспромт» под руководством Людмилы Ивановой.
С 1995 по 2001 год работала актрисой Театра музыки и поэзии под руководством Елены Камбуровой.
В 1995 году окончила Государственное музыкальное училище имени Гнесиных по классу эстрадного вокала у Татьяны Маркович.
В 1995 году получила диплом и приз зрительских симпатий Международного конкурса актёрской песни имени А. Миронова.
В 1996 году стала лауреатом конкурса авторской песни имени В. Высоцкого.
В 1997 году получила диплом и премию «Надежда России» за бережное и своевременное прочтение русского романса Всероссийского конкурса молодых исполнителей русского романса, стала дипломантом Всероссийского телевизионного конкурса эстрадной песни «Песня России».
В 1998 году — получила диплом IV Всероссийского Есенинского конкурса молодых композиторов «Рябиновые гроздья».

## Семья
Муж — Борис Сергеевич Галкин (с 2013 года) — советский и российский киноактёр, кинорежиссёр, сценарист, продюсер, композитор, заслуженный артист Российской Федерации.
Дочь — Анна (род. 2017 г.)

## Работы в кино
1. 1997 г. — роль Сони Голидей в телевизионном фильме «Нездешние молитвы», реж. М. Трофимов (по произведению М. Цветаевой «Повесть о Сонечке»).
2. 1997 г. — песни для телевизионного фильма «Я слушаю ветер», реж. М. Трофимов.
3. 2001—2003 гг. — песни для телевизионного фильма «Дворцовые тайны», реж. М. Трофимов.
4. 2002 г. — песни для кинофильма «Роман её души», реж. Т. Малова.
5. 2004 г. — песни для кинофильма «Только раз…», реж. А. Сурикова.
6. 2004 г. — песни для кинофильма «Моя Пречистенка», реж. Л. Гладунко, Б. Токарев.
7. 2005 г. — песня Мэри для кинофильма «Герой нашего времени», реж. А. Котт.
8. 2008 г. — песни для телевизионного фильма «Брызги шампанского», реж. М. Трофимов.

## Дискография
- 2011 г. — «Это всё обо мне»
- 2004 г. — «Будем вместе, милый» (песни на стихи А. Ахматовой и Н. Гумилёва)
- 2003 г. — «Божественный романс»
- 2003 г. — «Любовь-рулетка» (Офицерские песни и романсы)
- 2002 г. — «Молодое вино»
- 2001 г. — «Любовники музыки»
- 1997 г. — «Я слушаю ветер»